# König der Fischer
König der Fischer (Original: The Fisher King) aus dem Jahr 1991 ist ein Spielfilm des amerikanischen Regisseurs Terry Gilliam. Das Drehbuch stammt aus der Feder von Richard LaGravenese. 
Der Film handelt von Vergebung, von Freundschaft und Liebe, und benutzt dabei das Motiv der Suche nach dem Heiligen Gral.

## Handlung
Der Radiomoderator Jack Lucas ist auf dem Höhepunkt seiner Karriere. Er ist bekannt für seine scharfe Zunge und sein loses Mundwerk. Dennoch rufen Hörer in seiner Sendung an und lassen sich von ihm „beraten“. Eines Tages erzählt ihm ein Mann namens Edwin von seiner Verliebtheit in eine Frau, die er in einem Restaurant in Manhattan kennenlernte. Doch anstatt ihm einen Rat zu geben, macht Jack daraufhin nur einige zynische Bemerkungen über Yuppies. Als er wieder zu Hause ist, sieht er entsetzt in den Nachrichten, dass Edwin unmittelbar nach der Sendung in einer angesagten Bar Amok lief, zahlreiche Menschen ermordete und sich anschließend selbst tötete. 
Geplagt von Schuldgefühlen, versinkt Lucas in den folgenden Jahren in Selbstmitleid und stürzt in Alkohol und Schulden ab. Einzig die aufopfernde Liebe der Videothekenbesitzerin Anne, die verzweifelt gegen Jacks Launen kämpft, lässt ihn nicht völlig abgleiten.
Eines Abends lernt er den Obdachlosen Parry kennen, der ihm gemeinsam mit anderen Obdachlosen eher zufällig das Leben rettet. Jack stellt bald fest, dass Parry der ehemalige Literaturprofessor Henry Sagan ist, der seine Frau bei dem Massaker in der Bar verloren hat, an dem Jack sich schuldig fühlt. Davon überzeugt, er könne sein eigenes Leben nur dann wieder in geordnete Bahnen lenken, wenn er Parry hilft, fasst Jack den Plan, genau dies zu tun.
Damit beginnt die Suche nach dem heiligen Gral, mitten in New York. Immer wieder begegnet Parry dem roten Ritter, einer entsetzlichen Vision und Sinnbild für den Amokschützen, der seine Frau erschossen hat. Parry bildet sich ein, der rote Ritter meide ihn, solange Jack an seiner Seite ist. Als Parry diesem Schreckgespenst durch den Central Park hinterherhetzt, Jack im Schlepptau, hören die beiden plötzlich Hilferufe. So treffen die beiden auf einen Obdachlosen, der sich für eine singende Diva hält. Jack lernt noch weitere Obdachlose kennen und sieht seine eigene Lebenssituation mit anderen Augen.
Der einstmals karrierebewusste Egozentriker Jack Lucas ist nun entschlossen, dem traumatisierten Obdachlosen Parry zu einem normalen, glücklichen Leben zu verhelfen. Die Gelegenheit bietet sich, als er der einsamen Buchhalterin Lydia begegnet, in die Parry verliebt ist. Jack schwindelt Lydia vor, sie habe bei einer Verlosung eine Gratismitgliedschaft bei Annes Videoverleih gewonnen. Die schüchterne und misstrauische Lydia glaubt ihm jedoch nicht. Also denkt sich Jack einen neuen Plan aus, um sie von ihrem Gewinn zu überzeugen und in Annes Videothek zu locken, wo er sie mit Parry verkuppeln will. Als Überbringer der frohen Botschaft heuert Jack den singenden Obdachlosen an, dem er und Parry zuvor im Central Park geholfen haben. Dieser ist außer sich vor Freude, dass sein Talent als Sängerin anscheinend erkannt wurde, und liefert der ahnungslosen Lydia, kostümiert mit blonder Perücke, rotem Minikleid und Strapsen, die Botschaft als gesungene Nachricht.
Lydia, nun überzeugt von ihrem Gewinn, sucht Annes Videoladen auf. Parry, als Angestellter verkleidet, versucht erfolglos Kontakt aufzunehmen. Um Parry zu helfen, organisieren Anne und Jack eine Verabredung zwischen den beiden, während der sich Lydia in Parry verliebt. Als er Lydia nach Hause gebracht hat, kommen in Parry die Erinnerungen an die Ermordung seiner Frau hoch. Der rote Ritter erscheint ihm abermals und jagt ihn durch die Stadt. Parry flüchtet sich an den Ort, wo er Jack zum ersten Mal begegnete, und wird dort von zwei Jugendlichen brutal zusammengeschlagen. Er überlebt, fällt jedoch in Katatonie.
Jack, der nach seiner Hilfe für Parry wieder ganz der Alte geworden ist, trennt sich von Anne und nimmt seine Stelle als Radiomoderator wieder an. Erst als er dem singenden Obdachlosen wieder begegnet und von seinem Agenten das Angebot erhält, in einer Fernsehkomödie einen Obdachlosen zu spielen, beginnt in Jack ein Sinneswandel. Er sucht Parry im Krankenhaus auf. Danach entschließt er sich, alles, allem voran seine Karriere, aufs Spiel zu setzen und den „Gral“ für Parry zu beschaffen, weil er hofft, ihn so aus seinem Koma erwecken zu können.
Jack dringt, im Robin-Hood-Look und mit einem Enterhaken ausgerüstet, nachts in das burgähnliche Haus des Millionärs Langdon Carmichael ein. Er stiehlt den Pokal, den Parry für den Heiligen Gral hält. Indem er beim Verlassen des Hauses den Alarm auslöst, vereitelt er gleichzeitig den Tod des Eigentümers, der versehentlich eine Überdosis genommen hat. Zurück von dieser riskanten Nacht-und-Nebel-Aktion, bringt Jack den Gral an Parrys Bett im Krankenhaus. Parry erwacht kurz darauf. Lydia besucht ihn tags darauf und fällt ihm überglücklich in die Arme. Jack ist nach dieser schweren, aber erfolgreichen Prüfung ein anderer Mensch geworden. Er erkennt, dass er nicht allein glücklich werden kann und dass Liebe und Freundschaft mehr bedeuten als Karriere und Geld. Einsichtig kehrt er zu Anne zurück und gesteht ihr erstmals seine Liebe. Anne, die Jack stets umsorgt und geliebt hat, verzeiht ihm, dass er sie verlassen hat; die beiden versöhnen sich.
Der Film endet damit, dass Henry (ehemals Parry) und Jack als Freunde nackt im New Yorker Central Park liegen und die Sterne beobachten.

## Titelgeschichte
Der Titel des Films bezieht sich auf eine Version der Gralslegende, in welcher der Fischerkönig als Hüter des Grals erscheint. Der Obdachlose Parry, der in seinem früheren Leben Experte für mittelalterliche Literatur war, erzählt Jack diese Geschichte.
Der König sieht als junger Mann die Vision des Grals in einem Lagerfeuer. Besessen von dem Gedanken an Macht, Ruhm und Schönheit greift er danach und verbrennt sich die Hände. Mit den Jahren wird diese Wunde immer schwerer und der König alt und krank. Eines Tages kommt ein Narr in das Schloss, sieht den kranken Mann, erkennt ihn aber nicht als König und fragt: „Was fehlt dir, mein Freund?“ Der Alte antwortet, er habe Durst und brauche dringend Wasser. Der Narr nimmt einen Becher, der neben dem Bett steht, füllt ihn mit Wasser und reicht ihn dem König. Als der König daraus trinkt, heilt seine Wunde, und seine Kräfte kehren zurück; und siehe da: Plötzlich hält er den heiligen Gral in seinen Händen. Verwundert fragt er den Narren: „Wie konntest du etwas finden, das meine Tapfersten und Weisesten nicht fanden?“ Darauf antwortet ihm der Narr: „Ich weiß nicht. Ich wusste nur, dass Ihr Durst hattet.“

## Hintergründe
Für Regisseur Gilliam ist dies die zweite Gralssuche seiner Filmkarriere nach der Komödie Die Ritter der Kokosnuß (1975) mit der Comedy-Gruppe Monty Python, sein erster Film ohne einen Ex-Python als Schauspieler, sowie auch der erste Film, bei dem Gilliam seit seinem Debüt Jabberwocky (1977) Regie führte, dessen Drehbuch er nicht ganz oder größtenteils selbst verfasst hatte; schließlich ist dies auch der erste Film, den der gebürtige Amerikaner tatsächlich in den USA drehte, woran sich noch zwei weitere ausschließlich amerikanische Produktionen unmittelbar anschlossen, 12 Monkeys (1995) und Fear and Loathing in Las Vegas (1998).
Für Richard LaGravenese war König der Fischer sein erstes Drehbuch. Im Film hat er auch einen Cameo-Auftritt als Yuppie in einer Zwangsjacke.

## Synchronisation
In der deutschsprachigen Synchronbearbeitung sprechen Frank Glaubrecht für Jeff Bridges, Marina Krogull für Amanda Plummer und Peer Augustinski für Robin Williams.

## Kritiken
Das Lexikon des internationalen Films befand: „Mit einer Fülle von Zitaten, Anspielungen und Genre-Anleihen arbeitende Komödie um Freundschaft, Liebe und alltägliche Selbstbehauptung. Hervorragend gespielt, ästhetisch sehr reizvoll und als Auseinandersetzung mit menschlichen Grundfragen von Schuld, Erlösung und Verantwortung überzeugend.“
Die Fernsehzeitschrift Prisma meinte: „Einmal mehr präsentiert Ex-Monty Python Terry Gilliam ein brillantes, modernes Märchen, das sensitiv-sentimental und mit einigen schrägen Blickwinkeln daher kommt.“

## Auszeichnungen
Mercedes Ruehl gewann im Jahr 1992 als Beste Nebendarstellerin den Oscar. Robin Williams, das Drehbuch von Richard LaGravenese, die Filmmusik und die Kulissen wurden für den Oscar nominiert. Robin Williams und Mercedes Ruehl gewannen 1992 den Golden Globe Award. Der Film als Beste Komödie, Terry Gilliam und Jeff Bridges wurden für den Golden Globe nominiert.
Amanda Plummer und Richard LaGravenese wurden 1992 für den BAFTA Award nominiert. Mercedes Ruehl gewann 1992 den Saturn Award; der Film als Bester Fantasyfilm, Jeff Bridges, Robin Williams, die Regie von Terry Gilliam, das Drehbuch von Richard LaGravenese und die Kostüme wurden für den gleichen Preis nominiert. Richard LaGravenese wurde 1992 für den Writers Guild of America Award nominiert.
Die Deutsche Film- und Medienbewertung FBW in Wiesbaden verlieh dem Film das Prädikat besonders wertvoll.